# Bruiser Kinard
Frank Manning Kinard (Pelahatchie, Misisipi, 23 de octubre de 1914 – Jackson, Misisipi, 7 de septiembre de 1985), más conocido como Bruiser Kinard, fue un jugador profesional estadounidense de fútbol americano que se desempeñó en la posición de tackleador en la National Football League (NFL). Es miembro del Salón de la Fama del Fútbol Americano Profesional.

## Carrera
Kinard jugó como profesional siete temporadas en Brooklyn Dodgers (1938-1944), posteriormente estuvo en New York Yankees, donde jugó dos temporadas (1946-1947), y fue el equipo en el que se retiró.

## Reconocimiento
El 16 de enero de 1971, fue seleccionado para ser miembro del Salón de la Fama del Fútbol Americano Profesional.